# 茨城県立勝田高等学校
茨城県立勝田中等学校（いばらきけんりつ かつたこうとうがっこう）は、茨城県ひたちなか市足崎に所在する公立の高等学校。

## 設置学科
- 普通科

## 概要
略称は「勝高」（かつこう）である。
勝田駅からのアクセスはバスか自転車で20分程度。近隣に国立茨城工業高等専門学校がある。
部活動は現在ではかつての空手部のように全国大会に出場しているものは理科部のみである。文化部ではオーケストラ部が有名である。毎年数回、JRC(Japan Red Cross)部に所属する生徒たちが赤い羽根募金など、勝田駅前で募金活動をする様子は一種の風物詩となっている。かつては100人規模と県内有数のオーケストラ部が有名であった。
学習環境を整えるべく、1997年（平成9年）に「学習館」を設立。課外や様々な進路行事が行われる他、7時半から19時まで生徒の自習に使われている。
近年はオーストラリアとの語学交流にも力を入れている。
また、2021年より同所に勝田中等教育学校が開校し、2026年に完全に中等教育学校に継承される。

## 沿革

### 年表
- 1973年
  - 4月1日 - 茨城県立勝田高等学校創立。
  - 4月8日 - 第一回入学式挙行。
- 1974年
  - 1月18日 - 開校式挙行。
  - 6月5日 - 校旗樹立・校歌発表会開催。
- 1976年3月1日 - 第一回卒業式挙行。同窓会発足。
- 1994年7月22日 - 生徒海外派遣事業開始。

## 著名な出身者
- 佐久間一行（お笑いタレント）
- 藤田尚弓（実業家）
- イカルス渡辺（ミュージシャン）